# ویرگیلیوس آلتمان
ویرگیلیوس آلتمان (آلمانی: Virgilius Altmann; ۹ فوریهٔ ۱۹۱۳ – ۱۷ اکتبر ۱۹۴۳) دوچرخه‌سوار اهل اتریش بود. وی در بازی‌های المپیک تابستانی ۱۹۳۶ شرکت کرده است.